# Aiglefin
Pour les articles homonymes, voir Anon.
Cet article possède un paronyme, voir Aigrefin.
Melanogrammus aeglefinus
Genre
Espèce
Statut de conservation UICN

 VU A1d+2d : Vulnérable
L’aiglefin, églefin ou èglefin (Melanogrammus aeglefinus) ou ânon ou haddock (s'il est fumé), est une espèce de poissons de la famille des Gadidae, unique représentant du genre Melanogrammus (monotypique).

## Description
L'aiglefin possède l'aspect général des poissons de sa famille, les Gadidae (qui contient aussi les morues et merlans) : corps fusiforme et trois nageoires dorsales. Son dos est noir. Il possède une tache noire au-dessus de la nageoire pectorale.
La taille de l'aiglefin que l'on peut trouver dans le commerce oscille entre 30 et 50 cm.

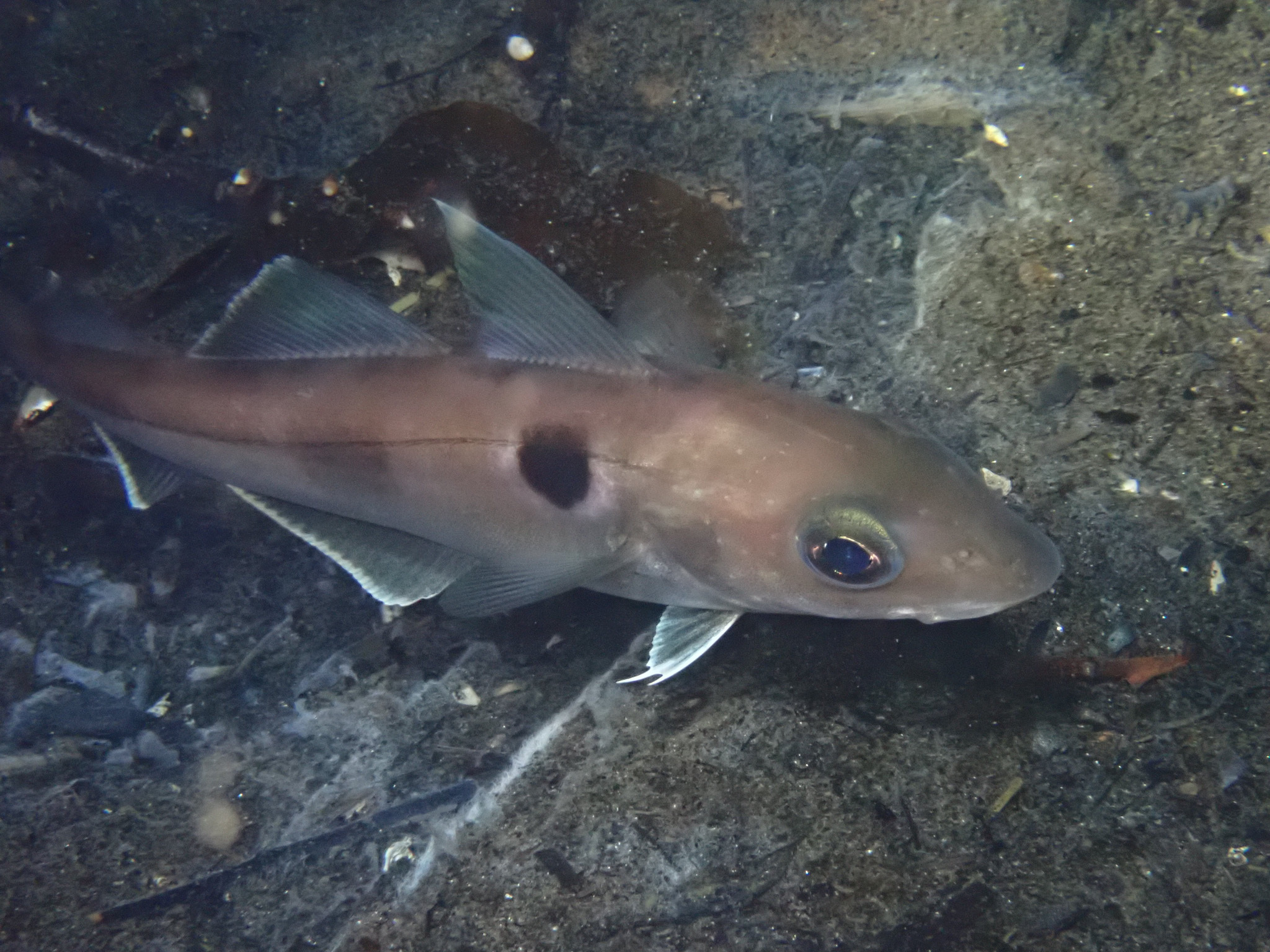
Jeune spécimen en Norvège.
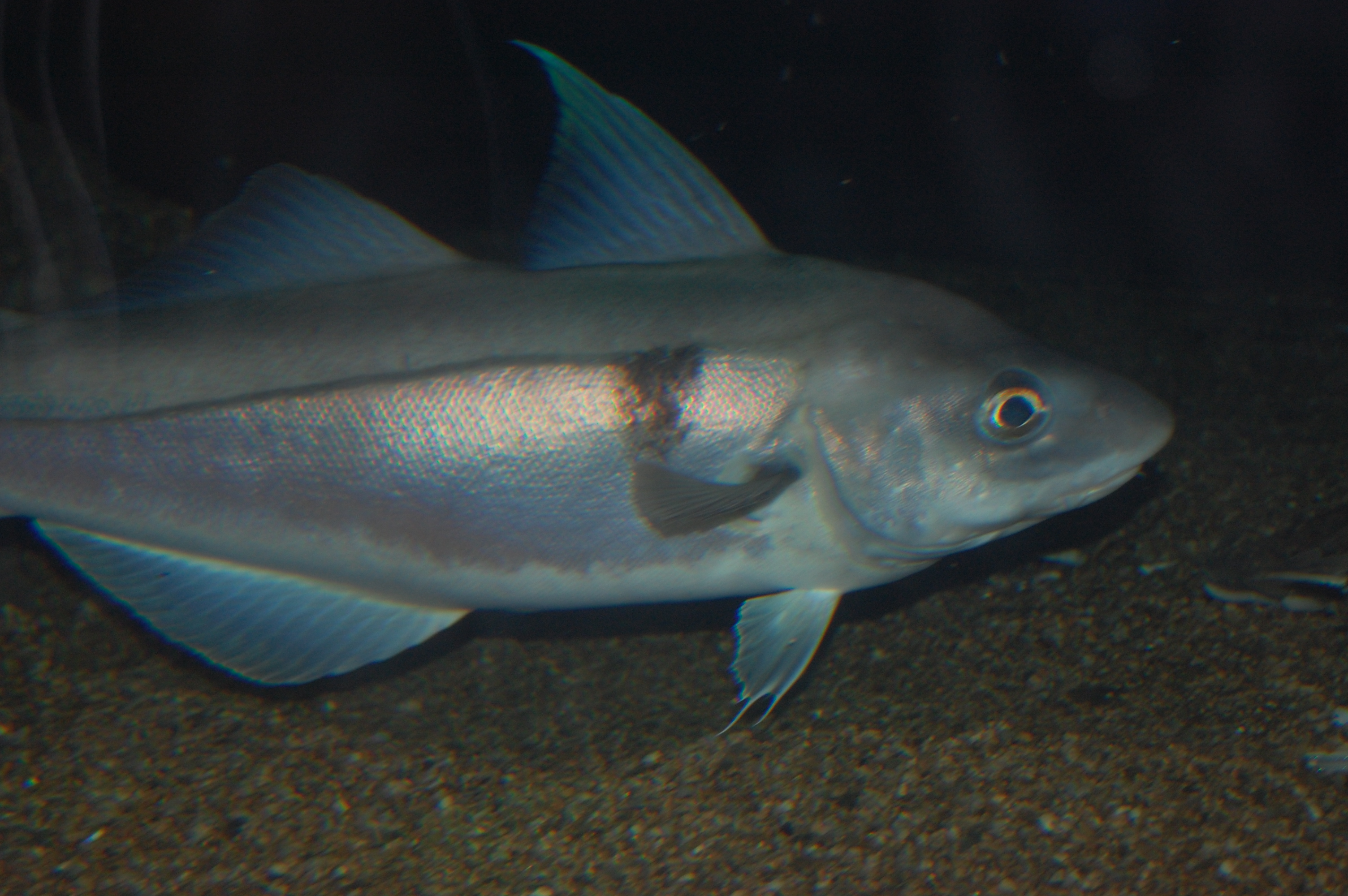
Spécimen à l'aquarium de Boston.
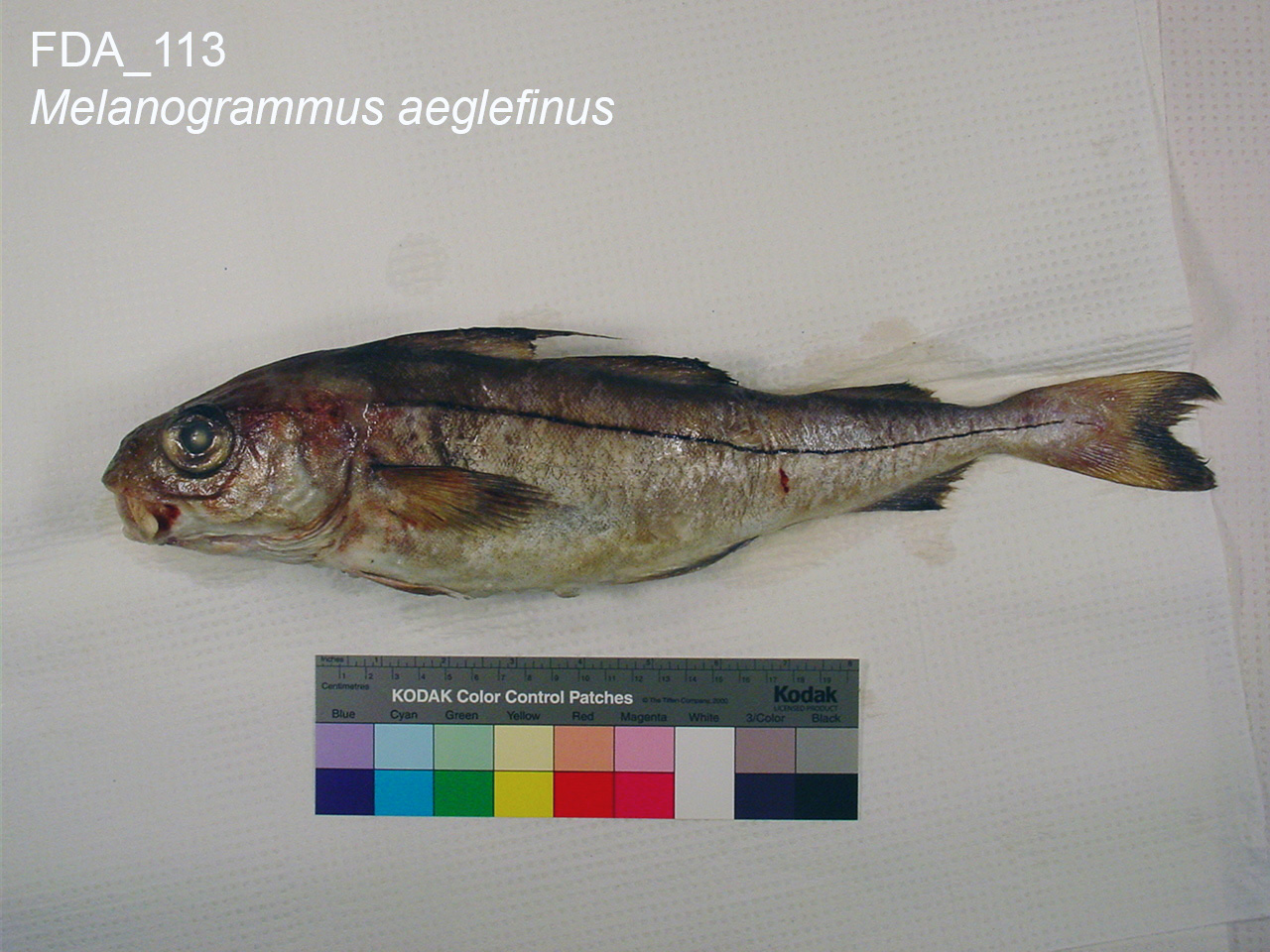
individu conservé en alcool.
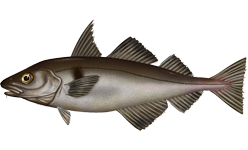
Dessin naturaliste.

## Répartition et habitat
On le trouve dans l'Atlantique Nord. Les adultes vivent à proximité du fond, entre 80 et 200 m, dans des eaux comprises entre 4 et 10 °C.

## Alimentation
Il se nourrit de crustacés, de mollusques, d'échinodermes, de vers et de poissons.

## Appellations commerciales
En France, il est appelé « ânon », « habillot », « heux » ou encore « bourricot ».

## Gastronomie
L'aiglefin se consomme frais ou fumé.
Lorsqu’il est fumé, il est souvent appelé par son nom anglophone de haddock. Les filets sont alors traditionnellement teints au roucou (E160b), qui leur donne une couleur orange vif semblable à celle de la mimolette (dont la teinte est d'ailleurs obtenue grâce à ce même colorant alimentaire) ; mais, depuis 2018, certains magasins le proposent non teint.
À Nice, il fut introduit par les marins scandinaves sous le nom de stickfish ou « poisson-bâton » parce qu'il était séché sur des tiges de bois. Les Niçois le baptisèrent « estocafic » et inventèrent l'un des plats les plus appréciés du comté, sous le nom d'« estocaficada ». Selon Jacques Médecin dans son livre La Bonne Cuisine du comté de Nice, c'était un plat apprécié entre autres par Paul Valéry et Jules Romains.
Dans le nord de l'Angleterre et en Écosse, l'aiglefin est le poisson préféré pour le fish and chips, et non le cabillaud comme en Angleterre du Sud.

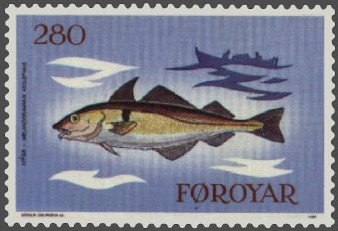
Un timbre des îles Féroé.

## Exploitation et menaces
L'aiglefin est pêché toute l'année à l'aide d'engins tels que les sennes danoises, les chalutiers, les palangres et les filets maillants. Il est souvent capturé dans le cadre de pêches mixtes avec d'autres espèces de poissons de fond telles que le cabillaud et le merlan. Les principales zones de pêche de l'Atlantique Est se situent dans la mer de Barents, autour de l'Islande, autour des îles Féroé, en mer du Nord, en mer Celtique et dans la Manche.
Les populations de l'Atlantique nord-est, surexploitées, se sont effondrées dans les années 1970, tandis que les populations européennes, mieux gérées, sont relativement stables, sauf en Écosse où là aussi la population s'est effondrée.
En conséquence de cette diminution drastique des populations et du ciblage continu, l'aiglefin figure sur la Liste rouge de l'UICN avec le statut « vulnérable ».
Le fait que le haddock soit souvent pêché avec des méthodes très destructrices (comme le chalut de fond) a conduit l'association Greenpeace à placer cette espèce sur sa « liste rouge des produits de la mer ».
L'aiglefin est l'une des trois espèces menacées les plus pêchées au monde.